# Centre Esportiu Internacional Moi
El Centre Esportiu Internacional Moi, també conegut com Moi International Sports Centre (MISC) i Kasarani Stadium, és un centre esportiu del barri de Kasarani, de la ciutat de Nairobi, a Kenya.
El centre fou inaugurat l'agost de 1987 per a celebrar-hi els Jocs Panafricans del mateix any, celebrats a Nairobi. També va ser seu del campionat del Món d'atletisme sots 18 del 2017.
L'estadi és seu de la selecció de futbol de Kenya, els clubs Mathare United FC, Tusker FC, la Federació d'Atletisme de Kenya i la Federació de Rugbi. L'estadi una capacitat per a 60.000 espectadors. A més, el pavelló d'esports té una capacitat per a 5.000 espectadors i la piscina de competició 5.000 més.

## Referències

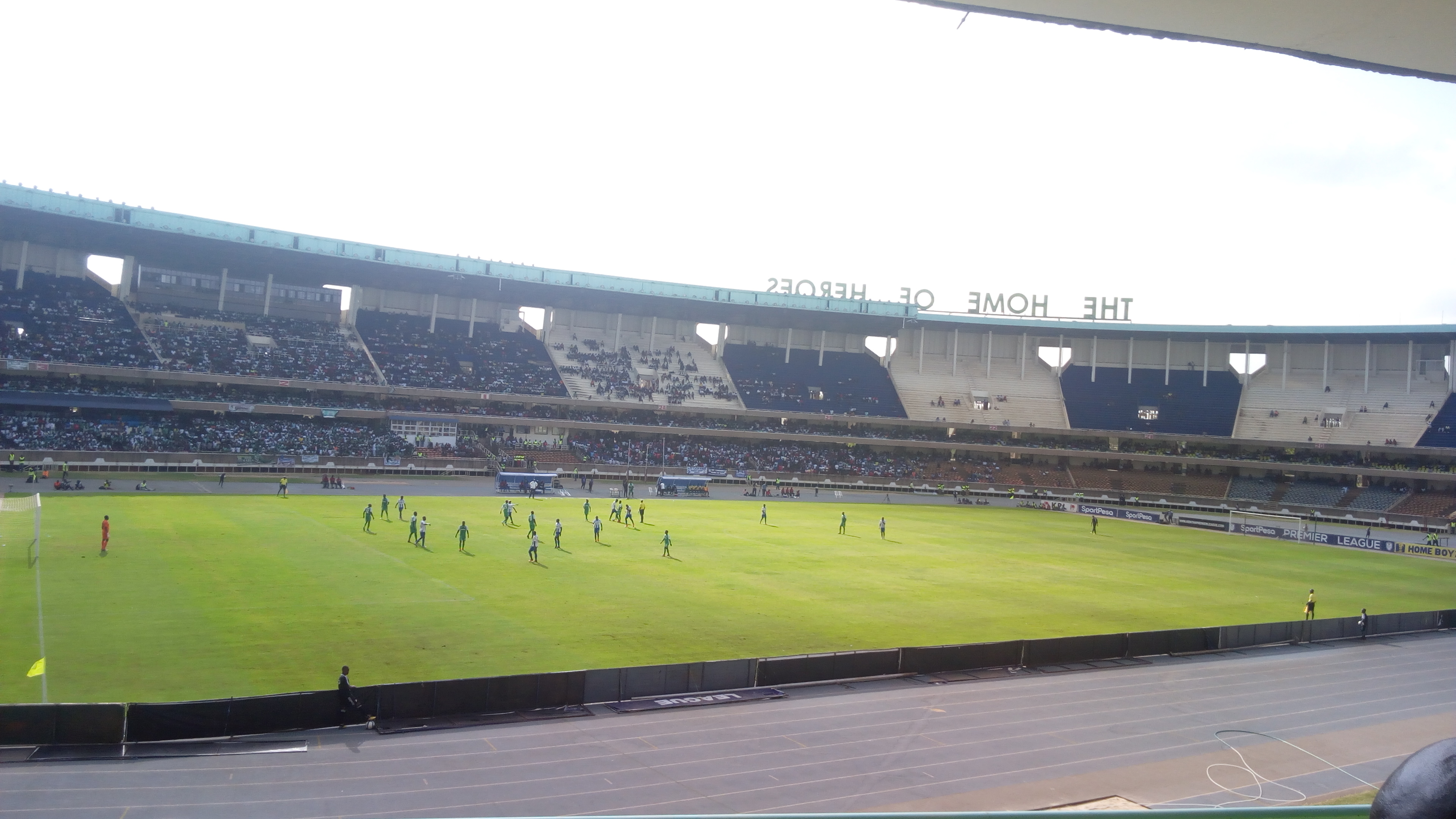
Interior de l'estadi.